# Charles Goutzwiller
Charles Goutzwiller   (Altkirch, 3 de setembre de 1819 - Coincy, 2 de febrer de 1900) va ser un historiador i gravador de l'art francès. Al col·legi d'Altkirch, va ser el primer professor de dibuix del pintor Jean-Jacques Henner, que va realitzar el seu retrat el 1891.

## Publicacions
- “X. Hommaire de Hell. Estudi biogràfic”, a Revue d'Alsace, Colmar, 1860 (p. 337, 385, 469 et 529) i 1861 (p. 69 i 145)
- El Museu de Colmar: Notice sur les peintures de Martin Schongauer et de divers artistes des anciennes écoles allemandes, C. Decker, Colmar, 1867, 80 p.
- Le Comté de Ferrette: esquisses historiques, 1868 (domini públic disponible en descàrrega lliure: https://archive.org/details/LeComtDeFerrette)
- Curiosités alsaciennes. Les vases de Ribeauvillé, Impr. de Vve LL Bader, Mulhouse, 1872, 28 p.
- “Le retable de Luemschwiller”, a Revue alsacienne, 1886, núm. 6
- Souvenirs d'Alsace, retrats, paisatges: à travers le passé, Impr. nouvelle, Belfort, 1898, 475 p., a Gallica

## Galeria

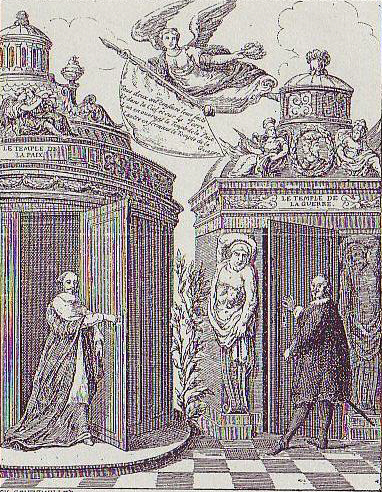
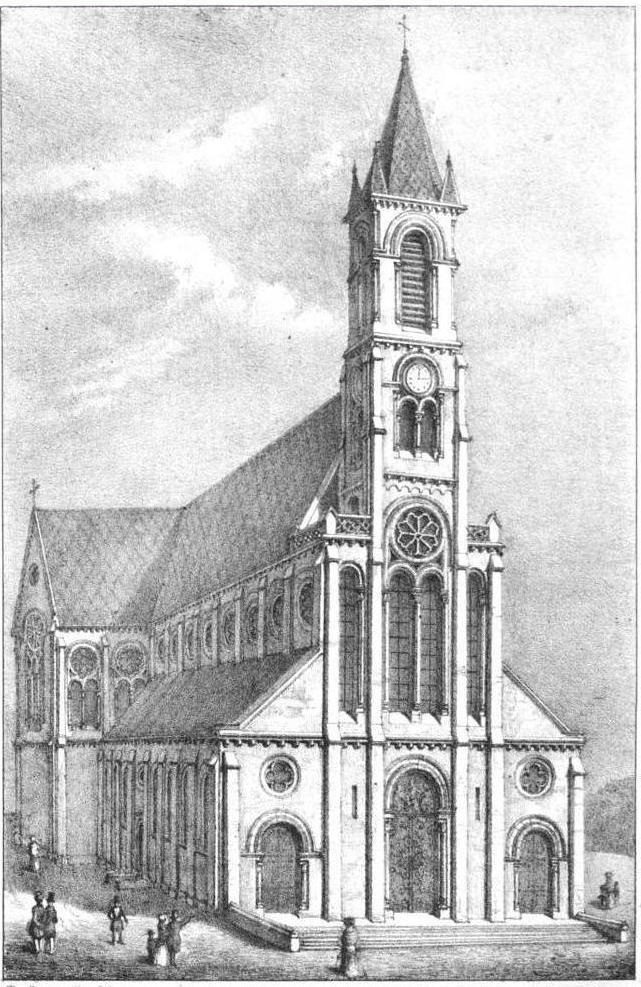
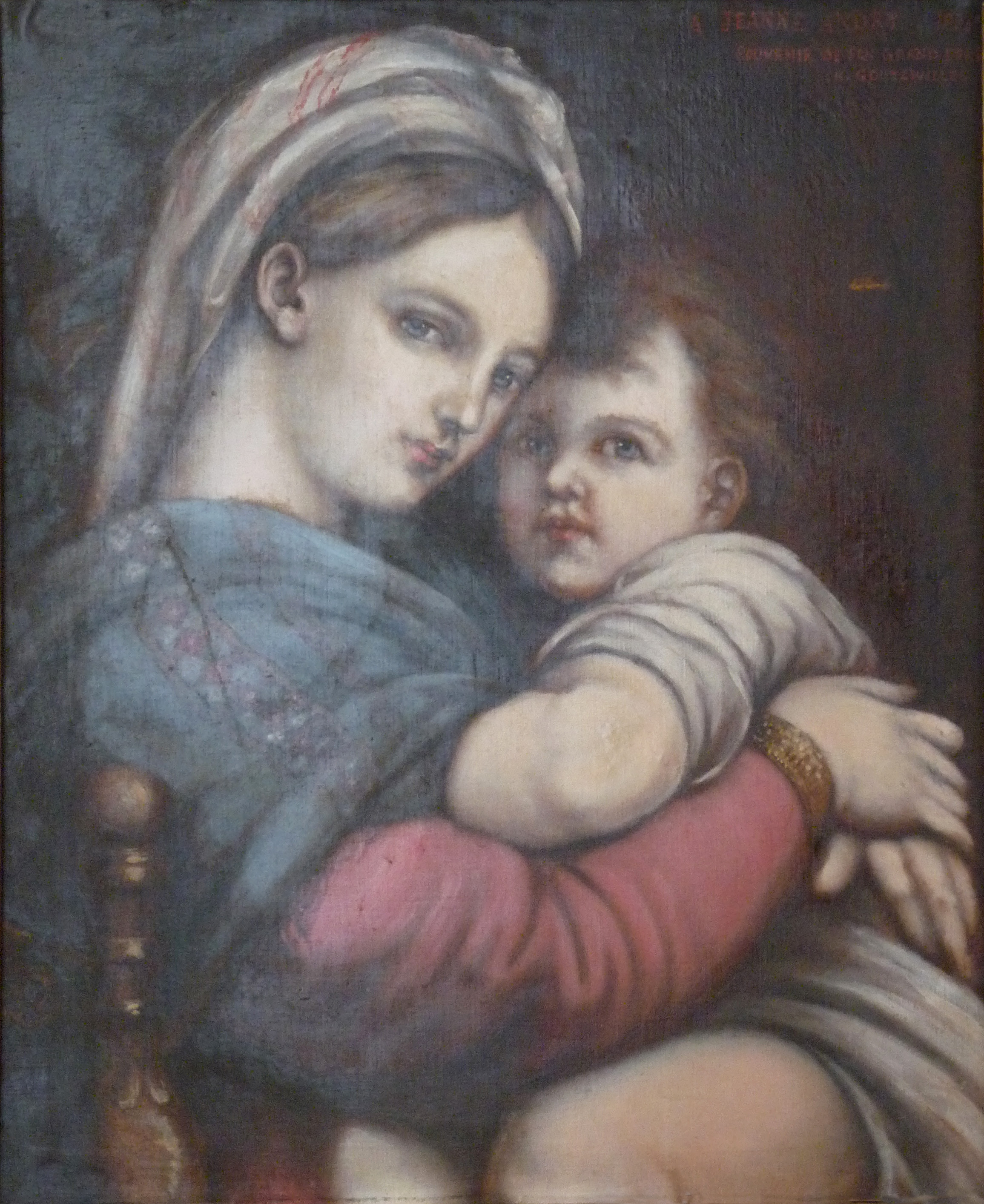
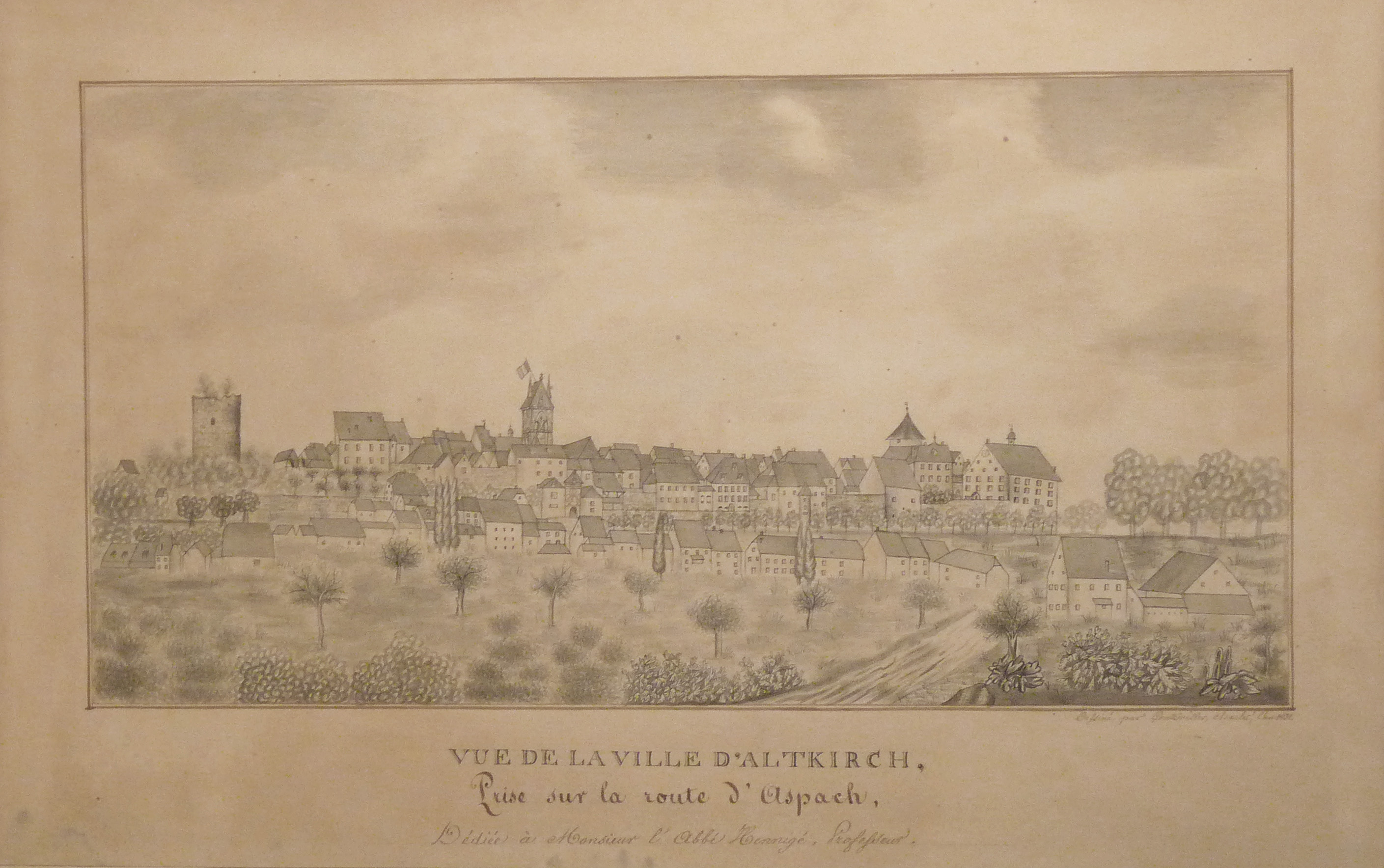
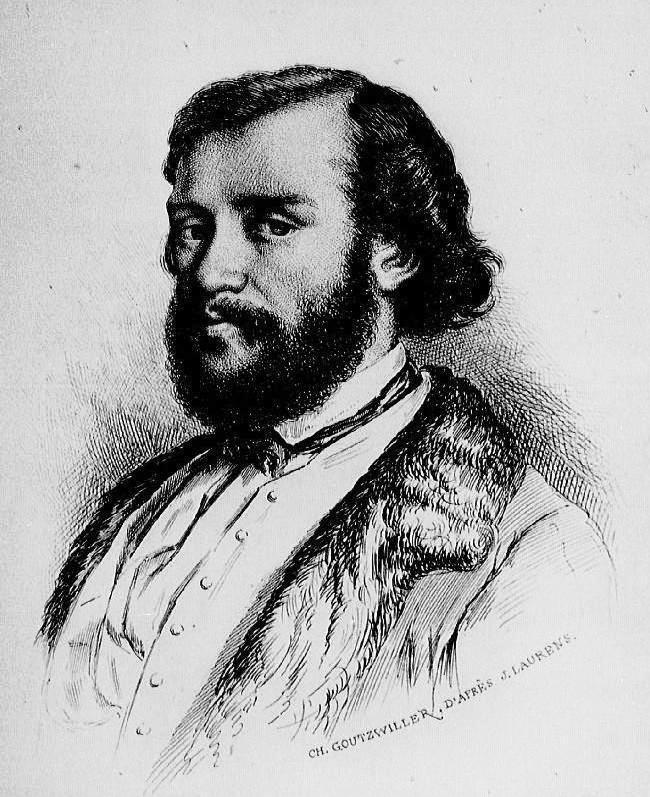